# Abraham González Casanova
Abraham González Casanova   (Barcelona, 16 de juliol de 1985) és un futbolista català, que ocupa la posició de migcampista i juga al club Akritas Chlorakas.

## Biografia
Va néixer a Cornellà de Llobregat i va iniciar la seva trajectòria futbolística al club de futbol base Fundació Ferran Martorell. De l'equip juvenil va passar al filial del Terrassa F. C. Va disputar un total de 16 partits amb el primer equip egarenc, a la Segona Divisió B, durant la temporada 2004-2005.
El juliol del 2007 va fitxar pel F. Barcelona per reforçar el filial. L'estiu de 2008 va viatjar amb el primer equip a la concentració de pretemporada a Escòcia, on va debutar en un amistós davant l'Hibernian F. C. Poc després va participar en les semifinals de la Copa Catalunya davant la U. E. Sant Andreu.
La resta de la temporada 2008-09 va seguir al F. Barcelona Atlètic, tot i que va tenir ocasions puntuals d'actuar amb el primer equip blaugrana, que aquesta campanya va aconseguir el triplet. El 10 d'octubre de 2008 va jugar sis minuts de l'eliminatòria de setzens de final de la Copa del Rei contra el Benidorm C. D. També va ser inscrit a la plantilla barcelonista per disputar la Lliga de Campions de la UEFA arribant a ser convocat per a un partit, davant l'Xakhtar Donetsk, encara que finalment no va disposar de minuts de joc. Va completar la temporada debutant a Primera Divisió en l'última jornada del campionat davant el Deportivo de La Corunya. Va saltar al terreny de joc al minut 76', reemplaçant Xavi Hernández.
El 12 de juny de 2009 es va fer oficial el seu fitxatge pel Cadis C. F. que militava a la Segona Divisió. per l'Agrupació Esportiva Alcorcón. Després de dos anys a Alcorcón, el juliol del 2013 es va confirmar el seu fitxatge pel Reial Club Esportiu Espanyol i la tornada a la primera divisió.
El 2016 va marxar a Mèxic, on va jugar per als Pumes de la UNAM, els Lobos BUAP i els Tiburones Rojos de Veracruz.
Al gener de 2020 va arribar a Xipre després de fitxar per l'AEK Làrnaca. Posteriorment va jugar a l'Ethnikos Achnas i l'Akrytas Chlorakas.